# 陳黎陽

## 百歲高齡
2016年陳黎陽走入一世紀高齡，仍堅守最高顧問崗位，從事和平友好工作，馬英九總統以其曾參與對日抗戰，犧牲奉獻，功在黨國，頒給抗日勝利紀念章一座(抗勝字第1040003955號)，以昭尊崇。

## 一國兩府求學紅藍
1917年11月出生於浙江省永嘉縣。
1938年上海光華大學肄業。
1939年陝甘寧邊區政府栒邑陝北公學肄業。
1941年畢業中央陸軍官校七分校16期（學證字第08040號），分發暫編57師任排長，參與韓城、風靈度戰役。
日本昭和46年，畢業東京都工商學院大眾傳播系專攻（卒業證書第2257號）。
1944年畢業陸軍步兵學校學員隊五期，調任張治中女婿周嘉彬軍長所屬的245師（師長劉漫天）三團二營三連連長、升營長、代副團長。

## 新聞
1952年任江浙日報採訪主任、社長政治部主任沈之岳兼。
1959年退伍後，歷任青年戰士日報記者，新生報特約撰述委員，大眾日報主筆，更生日報駐日本特派員，國軍退輔會榮光週報採訪主任，警總後備軍人月刊採訪主任等；後備軍人月刊發行甚廣，任內以報導革命先烈事蹟、頗著績效，獲國民黨中央委員會頒予獎狀（中國國民黨中央委員會獎狀 幹字第0939號）。其間著有「曇花夢」小說（見 自立晚報 1962年12月24日），劇作家蕭漁改編廣播劇在「正聲廣播電台」播演，導播為李寶淦，另小說「翠堤春暖」中製廠擬改編電影（見 青年戰士報/大華晚報 1964年1月25日），由於廠長易人而作罷。
2011年九月五日，日本四大報之一的產經新聞刊載，記者矢板明夫訪問高齡95歲的陳黎陽先生，談「辛亥革命一百年，中、台黃埔軍校源出同流」的大半版專欄，訪問中談及黃埔軍校的創辦、歷經北伐抗戰的「大無畏」精神及在校授課和生活情形。黃埔創辦人孫文、校長蔣中正、政治部主任周恩來、毛澤東、葉劍英是教官，北伐戰爭是黃埔前幾期學生浴血寫成，抗戰的勝利得力黃埔十九期以前的學生。
在解放軍中元帥級黃埔一期生有徐向前、陳賡等，四期的林彪與台灣的高魁元上將是同期。
陳黎陽于1938年考入軍七分校16期，主任有「西北王」之稱的胡宗南上將，校址設西安王曲夫子廟內，16期有七個總隊，學生近萬人，分駐終南山下的寺廟與村莊，抗戰初期，物資缺乏，有時吃不飽，有時穿不暖，膳無桌椅，寢無床板。課程分學、術兩科，學科以國父遺教、領袖言行中外戰史，術科以典、範令與戰鬥技能。早點名唱校歌「...這是革命的黃埔，主義需貫徹...」晚點名唱「...領袖你是大時代的舵手，你是民族的救星...」
胡宗南上將親自授課：「今日的戰士」...你們是領袖的馬前一兵、馬後一卒，你們是領袖的腹心股肱，為領袖而生...,陳黎陽退役後從事新聞工作,現往返兩岸民間交流事務.
（參考資料來源：https://web.archive.org/web/20111125145654/http://sankei.jp.msn.com/world/news/110905/chn11090507380001-n1.htm ）

## 創辦黨外雜誌
1978年7月創辦「這一代雜誌」，擔任發行人，社長黃信介，總編輯張俊宏，編輯許榮淑、林正杰、設計陳至隆(獵人)，「主旨是民主、自由、法治、人權、反獨裁」。白色恐怖中，皆採取秘密座談，該刊出版、迭遭查禁、查扣，俟至1979年北市府1月25日以府新市0349號，依違反出版法查扣並處分停刊一年。
1980年辦青雲雜誌。

## 高層震怒
1993年3月13日民進黨秘書長張俊宏（立委）秘密與共產黨接觸，中共統戰部派第三局副局長陳安東偕中華全國台灣同胞聯誼會副會長郭平坦在深圳會晤，張俊宏在香港街頭皮包被搶，證件盡失，陳黎陽快速將台胞証及港府出入証辦妥，按時赴深圳迎賓館會晤，會談於下午兩時十分開始，五時結束，參與者有張俊宏、陳安東、郭平坦、陳黎陽、李恆亮，當場錄音，雙方約定內容絕不公開發表，會談後，即邀晚宴，賓主甚歡。張俊宏返台後，對媒體發表「試探性」談話，引發朝野喧騰，中共高層更為震怒，陳安東副局長因此事被要求進行自我批判後，自動辭去職務。
1984年辦日月明雜誌遭查扣。

## 挑撥分化為匪宣傳
1985年創〝龍捲風雜誌〞，任發行人，費希平、謝學賢、施性忠任顧問，第一期即遭警總74、5、18劍佳字2452號查扣，強調該刊內容歪曲事實，挑撥分化，為共匪宣傳，嚴重混亂視聽，核違戒嚴時期出版管制法扣押，接下的第3、4、5、6期全部以混淆視聽，足以影響民心士氣為由依法查禁、查扣陳黎陽損失慘重,終於無力繼續出版下去,未穫國家賠償。
1980年開始至1983年間，遭管區警員監控，每月查詢兩次,並有深夜約談。

## 老兵運動
1986年至1989年間從事「老兵還鄉運動」及「戰士授田證償還運動」，成立「退伍軍人人權福利促進會及自謀生活聯誼會」任主席。
1988年5月5日召集老兵一千多人，包圍中國國民黨中央委員會，造成流血事件，被捕老兵十一人，八人收押（見 台灣新生報、民眾日報 等報，1988年5月12日）。
1989年7月1日台灣時報、自立早報、民眾日報頭版大幅廣告刊登，「警告國內外同胞暨老兵袍澤並警告陳黎陽之嚴正聲明」，指責陳某接受中共接待，與所有同胞為敵，無恥至極，籲請念天安門死難同胞及老兵一向愛國保民之初衷，全體一心拼棄此人。
1990年6月偕前新竹市長施性忠、會長白國辰會長訪問大陸參與政要會談，9月創辦「和平雜誌」，翌年辦「青松雜誌」宣揚兩岸和平之利，切勿干戈相向、兄弟鬩牆、有傷和氣。

## 和平友好訪問
1989年4月17日，「中國民主和平統一訪問團」由團長費希平率領團員熊玠、張乃凡、曾祥鐸、謝坤銓、陳黎陽、陳正光等10人首次啟開兩岸溝通大門，行程11天，由南到北十二大城市，討論兩岸政經問題（見 聯合報 1989年4月27日），這是首次臺灣組團赴陸參訪；返國後，只有陳黎陽一人以內政部警政署入出境管理局78義局字32191號以113次審查決議維持原處份，禁止出境一年。
1991年相見統戰部長閻明復、副部長萬紹芬、三局局長耿文卿、副局長徐尚元、副局長陳安東、處長王善福、副處長高宏嶺、幹事李恆亮，也認識民盟主席費孝通、民革主席賈亦斌、北京市副市長白介夫。
1998年3月30日任「北京台灣經濟研究中心理事」(聘字第068號)理事長李家泉、總幹事姚遠結交為好友，同年認識了天津市台灣研究會研究部主任賈剛，負責兩岸友好交流工作
2005年2月26日立委林炳坤、張襄玉台長及陳黎陽在深圳與陳剛會長李潤田博士等，洽談澎湖馬公為兩岸境外航運中心中繼站，並推動兩岸旅遊正常化，建立兩岸和平導至互利，獲得豐碩成果

## 主要著作
台灣的民主腳步—老兵的控訴，野聲出版社（新聞局版台業字第三五九０號）